# Керамічний конденсатор

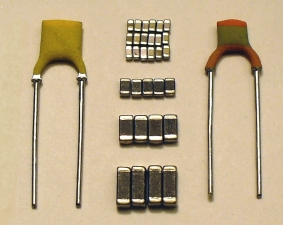
Вивідні і чип-конденсатори

Структура MLCC

Керамі́чний конденса́тор — конденсатор, у якому як діелектрик використано керамічний матеріал.
Керамічні конденсатори є природним елементом практично будь-якої електронної схеми. Вони мають здатність працювати з сигналами мінливої полярності, хороші частотні характеристики, малі втрати, незначні струми витоку, невеликі габаритні розміри й низьку вартість. Там же, де ці вимоги перетинаються, вони практично незамінні. Але проблеми, пов'язані з технологією їх виробництва, відводили цьому типу конденсаторів нішу пристроїв малої ємності. Керамічний конденсатор на 10 мкФ ще недавно сприймався як дивовижна екзотика, і коштувало таке диво, як жменя алюмінієвих електролітичних тих же ємності і напруги, чи як кілька аналогічних танталових.
Однак розвиток технологій дав змогу відразу декільком фірмам заявити про досягнені їхніми керамічними конденсаторами ємності в 100 мкФ і анонсувати початок виробництва ще більших значень. А безперервне падіння цін на всі вироби цієї групи змушує уважніше придивитися до вчорашньої екзотики, щоб не відстати від технічного прогресу і зберегти конкурентоспроможність.

## Історія
З розвитком напівпровідникових технологій в 1950-х були розроблені багатошарові конденсатори з використанням легованої сегнетокераміки. Цей «багатошаровий керамічний конденсатор» (англ. multi-layer ceramic capacitor, MLCC) був компактним і запропонував високі ємності конденсаторів в менших корпусах, ніж трубчаті і дискові. Ці керамічні чип-конденсатори були рушійною силою переходу від технології монтажу електронних пристроїв в наскрізні отвори до поверхневого монтажу в 1980-х. Поляризовані електролітичні конденсатори можуть бути замінені неполяризованими керамічними конденсаторами, що спрощує монтаж. Станом на 2012 рік, більш ніж 1012 MLCC виготовлялось щороку. Поряд зі стилем керамічних чип-конденсаторів, керамічні дискові конденсатори часто використовуються як конденсатори безпеки в додатках для придушення електромагнітних завад. Крім цього, великі керамічні конденсатори живлення для високої напруги або високочастотних пристроїв передавача також повинні бути знайдені. Нові розробки в області керамічних матеріалів були зроблені з антисегнетокераміки. Цей матеріал має нелінійний фазовий перехід, який дозволяє збільшити зберігання енергії з вищою об'ємною ефективністю. Вони використовуються для зберігання енергії (наприклад, в детонаторах)

## Класифікація
Конденсатори з неорганічним діелектриком можна розділити на три групи: низьковольтні, високовольтні і зневадні. Обкладки виконуються у вигляді тонкого шару металу, нанесеного на діелектрик шляхом безпосередньої його металізації, або у вигляді тонкої фольги.
Група низьковольтних конденсаторів охоплює низькочастотні і високочастотні конденсатори.
За призначенням вони поділяються на три типи:
- тип 1 — конденсатори, призначені для використання в резонансних контурах або інших колах, де малі втрати і висока стабільність ємності мають істотне значення ;
- тип 2 — конденсатори, призначені для використання в колах фільтрів, блокування і розв'язки або інших колах, де малі втрати і висока стабільність ємності не мають істотного значення ;
- тип 3 — керамічні конденсатори з бар'єрним шаром, призначені для роботи в тих же колах, що і конденсатори типу 2, але мають дещо менше значення опору ізоляції і більше значення тангенса кута діелектричних втрат, що обмежує область застосування низькими частотами.

Зазвичай конденсатори типу 1 вважаються високочастотними, а типів 2 і 3 — низькочастотними. Визначеної межі за частотою між конденсаторами типів 1 і 2 не існує. Високочастотні конденсатори працюють в колах з частотою до сотень мегагерц, а деякі типи використовують в гігагерцовому діапазоні.

## Тип 1
Температурний коефіцієнт залежності ємності керамічних конденсаторів типу 1 зазвичай виражається іменами, на кшталт «NP0», «N220» і т. д. Ці імена включають температурний коефіцієнт (α). У стандарті IEC/EN 60384-8/21, температурний коефіцієнт і толерантність замінено літерним кодом (див. таблицю).
| Ceramic names | Temperature coefficient α 10−6 /K | α-Tolerance 10−6 /K | Sub- class | IEC/ EN- letter code | EIA letter code |
| ------------- | --------------------------------- | ------------------- | ---------- | -------------------- | --------------- |
| P100          | 100                               | ±30                 | 1B         | AG                   | M7G             |
| NP0           | 0                                 | ±30                 | 1B         | CG                   | C0G             |
| N33           | −33                               | ±30                 | 1B         | HG                   | H2G             |
| N75           | −75                               | ±30                 | 1B         | LG                   | L2G             |
| N150          | −150                              | ±60                 | 1B         | PH                   | P2H             |
| N220          | −220                              | ±60                 | 1B         | RH                   | R2H             |
| N330          | −330                              | ±60                 | 1B         | SH                   | S2H             |
| N470          | -470                              | ±60                 | 1B         | TH                   | T2H             |
| N750          | −750                              | ±120                | 1B         | UJ                   | U2J             |
| N1000         | −1000                             | ±250                | 1F         | QK                   | Q3K             |
| N1500         | −1500                             | ±250                | 1F         | VK                   | P3K             |

## Тип 2
| Символьний код Нижній робочий діапазон температур. | Цифровий код Верхній діапазон температур. | Символьний код Зміна ємності в діапазоні температур. |
| -------------------------------------------------- | ----------------------------------------- | ---------------------------------------------------- |
| X = −55 °C (−67 °F)                                | 4 = +65 °C (+149 °F)                      | P = ±10 %                                            |
| Y = −30 °C (−22 °F)                                | 5 = +85 °C (+185 °F)                      | R = ±15 %                                            |
| Z = +10 °C (+50 °F)                                | 6 = +105 °C (+221 °F)                     | S = ±22 %                                            |
|                                                    | 7 = +125 °C (+257 °F)                     | T = +22/−33 %                                        |
|                                                    | 8 = +150 °C (+302 °F)                     | U = +22/−56 %                                        |
|                                                    | 9 = +200 °C (+392 °F)                     | V = +22/−82 %                                        |